# Ponamaravati
Ponamaravati ou Ponnamaravathi é uma panchayat (vila) no distrito de Puducotai, no estado indiano de Tamil Nadu.

## Demografia
Segundo o censo de 2001, Ponamaravati tinha uma população de 11,710 habitantes. Os indivíduos do sexo masculino constituem 49% da população e os do sexo feminino 51%. Ponamaravati tem uma taxa de literacia de 75%, superior à média nacional de 59.5%: a literacia no sexo masculino é de 82% e no sexo feminino é de 68%. Em Ponamaravati, 11% da população está abaixo dos 6 anos de idade.